# أوبيان
اوبيان (بالروسية: Обоянь) هي إحدى مدن روسيا في الكيان الفدرالي الروسي كورسك أوبلاست.